# José Benito Cottolengo
San José Benito Cottolengo, en italiano, Giuseppe Benedetto Cottolengo (Bra, 3 de mayo de 1786-Chieri, 30 de abril de 1842), es el fundador de la Piccola Casa della Divina Provvidenza, centro de acogida para personas con discapacidad mental y/o física. Hermano de Agostino Cottolengo, hijo de Benedetta Chiarotti.

## Biografía
En 1802 viste el hábito talar y cursa clandestinamente sus estudios eclesiásticos en la parroquia de Sant'Andrea en Bra.
En 1806 Recibe las órdenes menores de manos de monseñor Arborio Gatinara, obispo de Asti.
En 1811 Monseñor Paolo Solaro le ordena sacerdote en la capilla del seminario de Turín.
El 29 de mayo de 1818 es nombrado canónigo del Corpus Domini en Turín.
El 2 de septiembre de 1827 presencia la muerte de Maria Gonnet, hecho que cambiará el rumbo de su Misión.
17 de enero de 1828: Inaugura el pequeño hospital de la Volta Rossa.
El 27 de abril de 1832 inaugura la Piccola Casa della Divina Provvidenza en los suburbios de Turín, en la zona de Valdocco.
El 21 de abril de 1842 se retira a Chieri en casa de su hermano, el canónigo, Luigi donde muere el 30 de abril.
Fue beatificado el 29 de abril de 1917 por Benedicto XV y fue canonizado por el papa Pío XI el 19 de marzo de 1934.